# Tour de France 2015
Tour de France 2015 był 102. edycją wyścigu. Odbył się między 4 a 26 lipca 2015 roku. Wyścig składał się z 21 etapów, a rozpoczął się w Holandii.

## Etapy
| Etap | Data     | Start – Meta                            | km            | Typ           | Zwycięzca etapu   | Lider             |               |
| ---- | -------- | --------------------------------------- | ------------- | ------------- | ----------------- | ----------------- | ------------- |
| 1.   | 4 lipca  | Utrecht – Utrecht                       | 13,8          | ITT           | Rohan Dennis      | Rohan Dennis      |               |
| 2.   | 5 lipca  | Utrecht – Neeltje Jans (Noord-Beveland) | 166           | Płaski        | André Greipel     | Fabian Cancellara |               |
| 3.   | 6 lipca  | Antwerpia – Huy                         | 159,5         | Płaski        | Joaquim Rodríguez | Chris Froome      |               |
| 4.   | 7 lipca  | Seraing – Cambrai                       | 223,5         | Płaski        | Tony Martin       | Tony Martin       |               |
| 5.   | 8 lipca  | Arras – Amiens                          | 189,5         | Płaski        | André Greipel     | Tony Martin       |               |
| 6.   | 9 lipca  | Abbeville – Hawr                        | 191,5         | Płaski        | Zdeněk Štybar     | Tony Martin       |               |
| 7.   | 10 lipca | Livarot – Fougères                      | 190,5         | Płaski        | Mark Cavendish    | Chris Froome      |               |
| 8.   | 11 lipca | Rennes – Mûr-de-Bretagne                | 181,5         | Płaski        | Alexis Vuillermoz | Chris Froome      |               |
| 9.   | 12 lipca | Vannes – Plumelec                       | 28            | TTT           | BMC Racing Team   | Chris Froome      |               |
|      | 13 lipca | Dzień przerwy                           | Dzień przerwy | Dzień przerwy | Dzień przerwy     | Dzień przerwy     | Dzień przerwy |
| 10.  | 14 lipca | Tarbes – Col de la Pierre St Martin     | 167           | Górski        | Chris Froome      | Chris Froome      |               |
| 11.  | 15 lipca | Pau – Cauterets                         | 188           | Górski        | Rafał Majka       | Chris Froome      |               |
| 12.  | 16 lipca | Lannemezan – Plateau de Beille          | 195           | Górski        | Joaquim Rodríguez | Chris Froome      |               |
| 13.  | 17 lipca | Muret – Rodez                           | 198,5         | Pagórkowaty   | Greg Van Avermaet | Chris Froome      |               |
| 14.  | 18 lipca | Rodez – Mende                           | 178,5         | Pagórkowaty   | Steve Cummings    | Chris Froome      |               |
| 15.  | 19 lipca | Mende – Valence                         | 183           | Pagórkowaty   | André Greipel     | Chris Froome      |               |
| 16.  | 20 lipca | Bourg-de-Péage – Gap                    | 201           | Pagórkowaty   | Rubén Plaza       | Chris Froome      |               |
|      | 21 lipca | Dzień przerwy                           | Dzień przerwy | Dzień przerwy | Dzień przerwy     | Dzień przerwy     | Dzień przerwy |
| 17.  | 22 lipca | Digne-les-Bains – Pra Loup              | 161           | Górski        | Simon Geschke     | Chris Froome      |               |
| 18.  | 23 lipca | Gap – Saint-Jean-de-Maurienne           | 186,5         | Górski        | Romain Bardet     | Chris Froome      |               |
| 19.  | 24 lipca | Saint-Jean-de-Maurienne – Les Sybelles  | 138           | Górski        | Vincenzo Nibali   | Chris Froome      |               |
| 20.  | 25 lipca | Modane – L’Alpe d’Huez                  | 110,5         | Górski        | Thibaut Pinot     | Chris Froome      |               |
| 21.  | 26 lipca | Sèvres – Paryż                          | 109,5         | Płaski        | André Greipel     | Chris Froome      |               |

## Uczestnicy
Na starcie tego wieloetapowego wyścigu stanęły 22 zawodowe ekipy, 17 drużyn jeżdżących w UCI World Tour 2015 i 5 profesjonalnych zespołów zaproszonych przez organizatorów z tzw. „dziką kartą”.
Lista drużyn uczestniczących w wyścigu:
| Numery  | Kod | Drużyna            |
| ------- | --- | ------------------ |
| 1-9     | AST | Pro Team Astana    |
| 11-19   | ALM | Ag2r-La Mondiale   |
| 21-29   | FDJ | FDJ.fr             |
| 31-39   | SKY | Team Sky           |
| 41-49   | TTS | Team Tinkoff-Saxo  |
| 51-59   | MOV | Movistar Team      |
| 61-69   | BMC | BMC Racing Team    |
| 71-79   | LTS | Lotto Soudal       |
| 81-89   | GIA | Team Giant-Alpecin |
| 91-99   | KAT | Team Katusha       |
| 101-109 | OGE | Orica GreenEDGE    |

| Numery  | Kod | Drużyna                      |
| ------- | --- | ---------------------------- |
| 111-119 | EQS | Etixx-Quick Step             |
| 121-129 | EUC | Team Europcar                |
| 131-139 | TLJ | Team Lotto NL-Jumbo          |
| 141-149 | TRE | Trek Factory Racing          |
| 151-159 | LAM | Lampre-Merida                |
| 161-169 | TCG | Team Cannondale-Garmin       |
| 171-179 | COF | Cofidis, Solutions Crédits   |
| 181-189 | IAM | IAM Cycling                  |
| 191-199 | BOA | Bora-Argon 18                |
| 201-209 | BSE | Bretagne-Séché Environnement |
| 211-219 | MTN | MTN-Qhubeka                  |

## Etapy

### Etap 1 – 04.07: Utrecht, 13,8 km
| Poz. | Zawodnik           | Zespół | Czas     |
| ---- | ------------------ | ------ | -------- |
| 1.   | Rohan Dennis       | BMC    | 14' 56"  |
| 2.   | Tony Martin        | EQS    | + 5"     |
| 3.   | Fabian Cancellara  | TRE    | + 6"     |
|      |                    |        |          |
| 64.  | Michał Kwiatkowski | EQS    | + 1' 06" |
| 92.  | Bartosz Huzarski   | BOA    | + 1' 16" |
| 111. | Rafał Majka        | TTS    | + 1' 23" |
| 117. | Michał Gołaś       | EQS    | + 1' 24" |

| Poz. | Zawodnik           | Zespół | Czas     |
| ---- | ------------------ | ------ | -------- |
| 1.   | Rohan Dennis       | BMC    | 14' 56"  |
| 2.   | Tony Martin        | EQS    | + 5"     |
| 3.   | Fabian Cancellara  | TRE    | + 6"     |
|      |                    |        |          |
| 64.  | Michał Kwiatkowski | EQS    | + 1' 06" |
| 92.  | Bartosz Huzarski   | BOA    | + 1' 16" |
| 111. | Rafał Majka        | TTS    | + 1' 23" |
| 117. | Michał Gołaś       | EQS    | + 1' 24" |

### Etap 2 – 05.07: Utrecht > Neeltje Jans, 166 km
| Poz. | Zawodnik           | Zespół | Czas       |
| ---- | ------------------ | ------ | ---------- |
| 1.   | André Greipel      | LTS    | 3h 29' 03" |
| 2.   | Peter Sagan        | TTS    | + 0"       |
| 3.   | Fabian Cancellara  | TRE    | + 0"       |
|      |                    |        |            |
| 24.  | Michał Kwiatkowski | EQS    | + 15"      |
| 46.  | Michał Gołaś       | EQS    | + 1' 28"   |
| 167. | Rafał Majka        | TTS    | + 5' 04"   |
| 171. | Bartosz Huzarski   | BOA    | + 5' 04"   |

| Poz. | Zawodnik           | Zespół | Czas       |
| ---- | ------------------ | ------ | ---------- |
| 1.   | Fabian Cancellara  | TRE    | 3h 44' 01" |
| 2.   | Tony Martin        | EQS    | + 3"       |
| 3.   | Tom Dumoulin       | GIA    | + 6"       |
|      |                    |        |            |
| 19.  | Michał Kwiatkowski | EQS    | + 1' 19"   |
| 65.  | Michał Gołaś       | EQS    | + 2' 50"   |
| 135. | Bartosz Huzarski   | BOA    | + 6' 18"   |
| 143. | Rafał Majka        | TTS    | + 6' 25"   |

### Etap 3 – 06.07: Antwerpia > Huy, 159,5 km
| Poz. | Zawodnik           | Zespół | Czas       |
| ---- | ------------------ | ------ | ---------- |
| 1.   | Joaquim Rodríguez  | KAT    | 3h 26' 54" |
| 2.   | Chris Froome       | SKY    | + 0"       |
| 3.   | Alexis Vuillermoz  | ALM    | + 4"       |
|      |                    |        |            |
| 49.  | Michał Kwiatkowski | EQS    | + 1' 25"   |
| 56.  | Rafał Majka        | TTS    | + 1' 52"   |
| 61.  | Bartosz Huzarski   | BOA    | + 1' 59"   |
| 109. | Michał Gołaś       | EQS    | + 6' 13"   |

| Poz. | Zawodnik           | Zespół | Czas       |
| ---- | ------------------ | ------ | ---------- |
| 1.   | Chris Froome       | SKY    | 7h 11' 37" |
| 2.   | Tony Martin        | EQS    | + 1"       |
| 3.   | Tejay van Garderen | BMC    | + 13"      |
|      |                    |        |            |
| 19.  | Michał Kwiatkowski | EQS    | + 2' 02"   |
| 71.  | Rafał Majka        | TTS    | + 7' 35"   |
| 72.  | Bartosz Huzarski   | BOA    | + 7' 35"   |
| 82.  | Michał Gołaś       | EQS    | + 8' 21"   |

### Etap 4 – 07.07: Seraing > Cambrai, 223,5 km
| Poz. | Zawodnik           | Zespół | Czas       |
| ---- | ------------------ | ------ | ---------- |
| 1.   | Tony Martin        | EQS    | 5h 28' 58" |
| 2.   | John Degenkolb     | GIA    | + 3"       |
| 3.   | Peter Sagan        | TTS    | + 3"       |
|      |                    |        |            |
| 47.  | Michał Gołaś       | EQS    | + 1' 55"   |
| 84.  | Bartosz Huzarski   | BOA    | + 3' 41"   |
| 131. | Michał Kwiatkowski | EQS    | + 5' 56"   |
| 134. | Rafał Majka        | TTS    | + 5' 56"   |

| Poz. | Zawodnik           | Zespół | Czas        |
| ---- | ------------------ | ------ | ----------- |
| 1.   | Tony Martin        | EQS    | 12h 40' 26" |
| 2.   | Chris Froome       | SKY    | + 12"       |
| 3.   | Tejay van Garderen | BMC    | + 25"       |
|      |                    |        |             |
| 37.  | Michał Kwiatkowski | EQS    | + 8' 07"    |
| 56.  | Michał Gołaś       | EQS    | + 10' 25"   |
| 61.  | Bartosz Huzarski   | BOA    | + 11' 25"   |
| 83.  | Rafał Majka        | TTS    | + 13' 40"   |

### Etap 5 – 08.07: Arras > Amiens, 189,5 km
| Poz. | Zawodnik           | Zespół | Czas       |
| ---- | ------------------ | ------ | ---------- |
| 1.   | André Greipel      | LTS    | 4h 39' 00" |
| 2.   | Peter Sagan        | TTS    | + 0"       |
| 3.   | Mark Cavendish     | EQS    | + 0"       |
|      |                    |        |            |
| 90.  | Michał Gołaś       | EQS    | + 43"      |
| 105. | Michał Kwiatkowski | EQS    | + 2' 46"   |
| 157. | Bartosz Huzarski   | BOA    | + 14' 15"  |
| 165. | Rafał Majka        | TTS    | + 14' 15"  |

| Poz. | Zawodnik           | Zespół | Czas        |
| ---- | ------------------ | ------ | ----------- |
| 1.   | Tony Martin        | EQS    | 17h 19' 26" |
| 2.   | Chris Froome       | SKY    | + 12"       |
| 3.   | Tejay van Garderen | BMC    | + 25"       |
|      |                    |        |             |
| 44.  | Michał Kwiatkowski | EQS    | + 10' 53"   |
| 46.  | Michał Gołaś       | EQS    | + 11' 08"   |
| 112. | Bartosz Huzarski   | BOA    | + 25' 40"   |
| 128. | Rafał Majka        | TTS    | + 27' 55"   |

### Etap 6 – 09.07: Abbeville > Hawr, 191,5 km
| Poz. | Zawodnik           | Zespół | Czas       |
| ---- | ------------------ | ------ | ---------- |
| 1.   | Zdeněk Štybar      | EQS    | 4h 53' 46" |
| 2.   | Peter Sagan        | TTS    | + 2"       |
| 3.   | Bryan Coquard      | EUC    | + 2"       |
|      |                    |        |            |
| 28.  | Bartosz Huzarski   | BOA    | + 2"       |
| 153. | Rafał Majka        | TTS    | + 3' 20"   |
| 176. | Michał Kwiatkowski | EQS    | + 4' 37"   |
| 178. | Michał Gołaś       | EQS    | + 2"       |

| Poz. | Zawodnik           | Zespół | Czas        |
| ---- | ------------------ | ------ | ----------- |
| 1.   | Tony Martin        | EQS    | 22h 13' 14" |
| 2.   | Chris Froome       | SKY    | + 12"       |
| 3.   | Tejay van Garderen | BMC    | + 25"       |
|      |                    |        |             |
| 42.  | Michał Kwiatkowski | EQS    | + 10' 53"   |
| 44.  | Michał Gołaś       | EQS    | + 11' 08"   |
| 105. | Bartosz Huzarski   | BOA    | + 25' 40"   |
| 131. | Rafał Majka        | TTS    | + 31' 13"   |

### Etap 7 – 10.07: Livarot > Fougères, 190,5 km
| Poz. | Zawodnik           | Zespół | Czas       |
| ---- | ------------------ | ------ | ---------- |
| 1.   | Mark Cavendish     | EQS    | 4h 27' 25" |
| 2.   | André Greipel      | LTS    | + 0"       |
| 3.   | Peter Sagan        | TTS    | + 0"       |
|      |                    |        |            |
| 123. | Bartosz Huzarski   | BOA    | + 24"      |
| 144. | Michał Kwiatkowski | EQS    | + 55"      |
| 169. | Michał Gołaś       | EQS    | + 55"      |
| 185. | Rafał Majka        | TTS    | + 1' 45"   |

| Poz. | Zawodnik           | Zespół | Czas        |
| ---- | ------------------ | ------ | ----------- |
| 1.   | Chris Froome       | SKY    | 26h 40' 51" |
| 2.   | Peter Sagan        | TTS    | + 11"       |
| 3.   | Tejay van Garderen | BMC    | + 13"       |
|      |                    |        |             |
| 43.  | Michał Kwiatkowski | EQS    | + 11' 36"   |
| 46.  | Michał Gołaś       | EQS    | + 11' 51"   |
| 102. | Bartosz Huzarski   | BOA    | + 25' 52"   |
| 132. | Rafał Majka        | TTS    | + 32' 46"   |

### Etap 8 – 11.07: Rennes > Mûr-de-Bretagne, 181,5 km
| Poz. | Zawodnik           | Zespół | Czas       |
| ---- | ------------------ | ------ | ---------- |
| 1.   | Alexis Vuillermoz  | ALM    | 4h 20' 55" |
| 2.   | Daniel Martin      | TCG    | + 5"       |
| 3.   | Alejandro Valverde | MOV    | + 10"      |
|      |                    |        |            |
| 96.  | Michał Kwiatkowski | EQS    | + 3' 08"   |
| 152. | Michał Gołaś       | EQS    | + 7' 58"   |
| 153. | Rafał Majka        | TTS    | + 7' 58"   |
| 154. | Bartosz Huzarski   | BOA    | + 7' 58"   |

| Poz. | Zawodnik           | Zespół | Czas        |
| ---- | ------------------ | ------ | ----------- |
| 1.   | Chris Froome       | SKY    | 31h 01' 56" |
| 2.   | Peter Sagan        | TTS    | + 11"       |
| 3.   | Tejay van Garderen | BMC    | + 13"       |
|      |                    |        |             |
| 44.  | Michał Kwiatkowski | EQS    | + 14' 34"   |
| 57.  | Michał Gołaś       | EQS    | + 19' 39"   |
| 118. | Bartosz Huzarski   | BOA    | + 33' 40"   |
| 141. | Rafał Majka        | TTS    | + 40' 34"   |

### Etap 9 – 12.07: Vannes > Plumelec, 28 km
| # | Zespół          | Czas    |
| - | --------------- | ------- |
| 1 | BMC Racing Team | 32' 15" |
| 2 | Team Sky        | + 1"    |
| 3 | Movistar Team   | + 4"    |

| #    | Zawodnik           | Zespół | Czas        |
| ---- | ------------------ | ------ | ----------- |
| 1    | Chris Froome       | SKY    | 31h 34' 12" |
| 2.   | Tejay van Garderen | BMC    | + 12"       |
| 3.   | Greg Van Avermaet  | BMC    | + 27"       |
|      |                    |        |             |
| 39.  | Michał Kwiatkowski | EQS    | + 15' 18"   |
| 51.  | Michał Gołaś       | EQS    | + 20' 23"   |
| 117. | Bartosz Huzarski   | BOA    | + 35' 11"   |
| 135. | Rafał Majka        | TTS    | + 41' 01"   |

### Etap 10 – 14.07: Tarbes > Col de la Pierre St Martin, 167 km
| Poz. | Zawodnik           | Zespół | Czas       |
| ---- | ------------------ | ------ | ---------- |
| 1.   | Chris Froome       | SKY    | 4h 22' 07" |
| 2.   | Richie Porte       | SKY    | + 59"      |
| 3.   | Nairo Quintana     | MOV    | + 1' 04"   |
|      |                    |        |            |
| 38.  | Bartosz Huzarski   | BOA    | + 6' 47"   |
| 48.  | Rafał Majka        | TTS    | + 9' 52"   |
| 133. | Michał Gołaś       | EQS    | + 21' 34"  |
| 159. | Michał Kwiatkowski | EQS    | + 23' 21"  |

| Poz. | Zawodnik           | Zespół | Czas        |
| ---- | ------------------ | ------ | ----------- |
| 1.   | Chris Froome       | SKY    | 35h 56' 09" |
| 2.   | Tejay van Garderen | BMC    | + 2' 52"    |
| 3.   | Nairo Quintana     | MOV    | + 3' 09"    |
|      |                    |        |             |
| 58.  | Michał Kwiatkowski | EQS    | + 38' 49"   |
| 65.  | Michał Gołaś       | EQS    | + 42' 07"   |
| 66.  | Bartosz Huzarski   | BOA    | + 42' 08"   |
| 104. | Rafał Majka        | TTS    | + 51' 03"   |

### Etap 11 – 15.07: Pau > Cauterets, 188 km
| Poz. | Zawodnik           | Zespół | Czas       |
| ---- | ------------------ | ------ | ---------- |
| 1.   | Rafał Majka        | TTS    | 5h 02' 01" |
| 2.   | Daniel Martin      | TCG    | + 1' 00"   |
| 3.   | Emanuel Buchmann   | BOA    | + 1' 23"   |
|      |                    |        |            |
| 41.  | Bartosz Huzarski   | BOA    | + 15' 54"  |
| 131. | Michał Gołaś       | EQS    | + 31' 21"  |
| 146. | Michał Kwiatkowski | EQS    | + 32' 34"  |

| Poz. | Zawodnik           | Zespół | Czas         |
| ---- | ------------------ | ------ | ------------ |
| 1.   | Chris Froome       | SKY    | 41h 03' 31"  |
| 2.   | Tejay van Garderen | BMC    | + 2' 52"     |
| 3.   | Nairo Quintana     | MOV    | + 3' 09"     |
|      |                    |        |              |
| 46.  | Rafał Majka        | TTS    | + 45' 32"    |
| 56.  | Bartosz Huzarski   | BOA    | + 52' 41"    |
| 83.  | Michał Kwiatkowski | EQS    | + 1h 06' 02" |
| 91.  | Michał Gołaś       | EQS    | + 1h 08' 07" |

### Etap 12 – 16.07: Lannemezan > Plateau de Beille, 195 km
| Poz. | Zawodnik           | Zespół | Czas       |
| ---- | ------------------ | ------ | ---------- |
| 1.   | Joaquim Rodríguez  | KAT    | 5h 40' 14" |
| 2.   | Jakob Fuglsang     | AST    | + 1' 12"   |
| 3.   | Romain Bardet      | ALM    | + 1' 49"   |
|      |                    |        |            |
| 27.  | Michał Kwiatkowski | EQS    | + 11' 35"  |
| 41.  | Rafał Majka        | TTS    | + 17' 02"  |
| 111. | Michał Gołaś       | EQS    | + 33' 34"  |
| 127. | Bartosz Huzarski   | BOA    | + 33' 34"  |

| Poz. | Zawodnik           | Zespół | Czas         |
| ---- | ------------------ | ------ | ------------ |
| 1.   | Chris Froome       | SKY    | 46h 50' 32"  |
| 2.   | Tejay van Garderen | BMC    | + 2' 52"     |
| 3.   | Nairo Quintana     | MOV    | + 3' 09"     |
|      |                    |        |              |
| 41.  | Rafał Majka        | TTS    | + 55' 47"    |
| 60.  | Michał Kwiatkowski | EQS    | + 1h 10' 50" |
| 73.  | Bartosz Huzarski   | BOA    | + 1h 19' 28" |
| 100. | Michał Gołaś       | EQS    | + 1h 34' 54" |

### Etap 13 – 17.07: Muret > Rodez, 198,5 km
| Poz. | Zawodnik           | Zespół | Czas       |
| ---- | ------------------ | ------ | ---------- |
| 1.   | Greg Van Avermaet  | BMC    | 4h 43' 42" |
| 2.   | Peter Sagan        | TTS    | + 0"       |
| 3.   | Jan Bakelants      | ALM    | + 3"       |
|      |                    |        |            |
| 53.  | Michał Gołaś       | EQS    | + 1' 58"   |
| 138. | Rafał Majka        | TTS    | + 11' 26"  |
| 139. | Michał Kwiatkowski | EQS    | + 11' 26"  |
| 140. | Bartosz Huzarski   | BOA    | + 11' 26"  |

| Poz. | Zawodnik           | Zespół | Czas         |
| ---- | ------------------ | ------ | ------------ |
| 1.   | Chris Froome       | SKY    | 51h 34' 21"  |
| 2.   | Tejay van Garderen | BMC    | + 2' 52"     |
| 3.   | Nairo Quintana     | MOV    | + 3' 09"     |
|      |                    |        |              |
| 49.  | Rafał Majka        | TTS    | + 1h 07' 06" |
| 70.  | Michał Kwiatkowski | EQS    | + 1h 22' 09" |
| 80.  | Bartosz Huzarski   | BOA    | + 1h 30' 47" |
| 95.  | Michał Gołaś       | EQS    | + 1h 36' 55" |

### Etap 14 – 18.07: Rodez > Mende, 178,5 km
| Poz. | Zawodnik           | Zespół | Czas       |
| ---- | ------------------ | ------ | ---------- |
| 1.   | Steve Cummings     | MTN    | 4h 23' 43" |
| 2.   | Thibaut Pinot      | FDJ    | + 2"       |
| 3.   | Romain Bardet      | ALM    | + 3"       |
|      |                    |        |            |
| 18.  | Michał Gołaś       | EQS    | + 3' 25"   |
| 53.  | Rafał Majka        | TTS    | + 8' 32"   |
| 148. | Michał Kwiatkowski | EQS    | + 18' 46"  |
| 170. | Bartosz Huzarski   | BOA    | + 20' 17"  |

| Poz. | Zawodnik           | Zespół | Czas         |
| ---- | ------------------ | ------ | ------------ |
| 1.   | Chris Froome       | SKY    | 56h 02' 19"  |
| 2.   | Nairo Quintana     | MOV    | + 3' 10"     |
| 3.   | Tejay van Garderen | BMC    | + 3' 32"     |
|      |                    |        |              |
| 47.  | Rafał Majka        | TTS    | + 1h 11' 23" |
| 74.  | Michał Gołaś       | EQS    | + 1h 36' 05" |
| 76.  | Michał Kwiatkowski | EQS    | + 1h 36' 40" |
| 101. | Bartosz Huzarski   | BOA    | + 1h 46' 49" |

### Etap 15 – 19.07: Mende > Valence, 183 km
| Poz. | Zawodnik           | Zespół | Czas       |
| ---- | ------------------ | ------ | ---------- |
| 1.   | André Greipel      | LTS    | 3h 56' 35" |
| 2.   | John Degenkolb     | GIA    | + 0"       |
| 3.   | Alexander Kristoff | KAT    | + 0"       |
|      |                    |        |            |
| 55.  | Bartosz Huzarski   | BOA    | + 0"       |
| 125. | Michał Kwiatkowski | EQS    | + 4' 21"   |
| 137. | Rafał Majka        | TTS    | + 5' 26"   |
| 150. | Michał Gołaś       | EQS    | + 15' 41"  |

| Poz. | Zawodnik           | Zespół | Czas         |
| ---- | ------------------ | ------ | ------------ |
| 1.   | Chris Froome       | SKY    | 59h 58' 54"  |
| 2.   | Nairo Quintana     | MOV    | + 3' 10"     |
| 3.   | Tejay van Garderen | BMC    | + 3' 32"     |
|      |                    |        |              |
| 48.  | Rafał Majka        | TTS    | + 1h 16' 49" |
| 75.  | Michał Kwiatkowski | EQS    | + 1h 41' 01" |
| 92.  | Bartosz Huzarski   | BOA    | + 1h 46' 49" |
| 99.  | Michał Gołaś       | EQS    | + 1h 51' 46" |

### Etap 16 – 20.07: Bourg-de-Péage > Gap, 201 km
| Poz. | Zawodnik           | Zespół | Czas       |
| ---- | ------------------ | ------ | ---------- |
| 1.   | Rubén Plaza        | LAM    | 4h 30' 10" |
| 2.   | Peter Sagan        | TTS    | + 30"      |
| 3.   | Jarlinson Pantano  | IAM    | + 36"      |
|      |                    |        |            |
| 14.  | Michał Gołaś       | EQS    | + 1' 55"   |
| 149. | Rafał Majka        | TTS    | + 30' 36"  |
| 155. | Michał Kwiatkowski | EQS    | + 30' 36"  |
| 163. | Bartosz Huzarski   | BOA    | + 30' 36"  |

| Poz. | Zawodnik           | Zespół | Czas         |
| ---- | ------------------ | ------ | ------------ |
| 1.   | Chris Froome       | SKY    | 64h 47' 16"  |
| 2.   | Nairo Quintana     | MOV    | + 3' 10"     |
| 3.   | Tejay van Garderen | BMC    | + 3' 32"     |
|      |                    |        |              |
| 59.  | Rafał Majka        | TTS    | + 1h 29' 13" |
| 67.  | Michał Gołaś       | EQS    | + 1h 35' 29" |
| 92.  | Michał Kwiatkowski | EQS    | + 1h 53' 25" |
| 98.  | Bartosz Huzarski   | BOA    | + 1h 59' 13" |

### Etap 17 – 22.07: Digne-les-Bains > Pra Loup, 161 km
| Poz. | Zawodnik           | Zespół | Czas       |
| ---- | ------------------ | ------ | ---------- |
| 1.   | Simon Geschke      | GIA    | 4h 12' 17" |
| 2.   | Andrew Talansky    | TCG    | + 32"      |
| 3.   | Rigoberto Urán     | EQS    | + 1' 01"   |
|      |                    |        |            |
| 13.  | Rafał Majka        | TTS    | + 4' 54"   |
| 134. | Michał Gołaś       | EQS    | + 29' 54"  |
| 138. | Bartosz Huzarski   | BOA    | + 29' 54"  |
| -    | Michał Kwiatkowski | EQS    | DNF        |

| Poz. | Zawodnik           | Zespół | Czas         |
| ---- | ------------------ | ------ | ------------ |
| 1.   | Chris Froome       | SKY    | 69h 06' 49"  |
| 2.   | Nairo Quintana     | MOV    | + 3' 10"     |
| 3.   | Alejandro Valverde | MOV    | + 4' 09"     |
|      |                    |        |              |
| 46.  | Rafał Majka        | TTS    | + 1h 26' 51" |
| 75.  | Michał Gołaś       | EQS    | + 1h 58' 07" |
| 108. | Bartosz Huzarski   | BOA    | + 2h 21' 51" |

### Etap 18 – 23.07: Gap > Saint-Jean-de-Maurienne, 186,5 km
| Poz. | Zawodnik         | Zespół | Czas       |
| ---- | ---------------- | ------ | ---------- |
| 1.   | Romain Bardet    | ALM    | 5h 03' 40" |
| 2.   | Pierre Rolland   | EUC    | + 33"      |
| 3.   | Winner Anacona   | MOV    | + 59"      |
|      |                  |        |            |
| 23.  | Rafał Majka      | TTS    | + 5' 33"   |
| 96.  | Bartosz Huzarski | BOA    | + 30' 58"  |
| 112. | Michał Gołaś     | EQS    | + 35' 51"  |

| Poz. | Zawodnik           | Zespół | Czas         |
| ---- | ------------------ | ------ | ------------ |
| 1.   | Chris Froome       | SKY    | 74h 13' 31"  |
| 2.   | Nairo Quintana     | MOV    | + 3' 10"     |
| 3.   | Alejandro Valverde | MOV    | + 4' 09"     |
|      |                    |        |              |
| 36.  | Rafał Majka        | TTS    | + 1h 29' 22" |
| 87.  | Michał Gołaś       | EQS    | + 2h 30' 56" |
| 107. | Bartosz Huzarski   | BOA    | + 2h 49' 47" |

### Etap 19 – 24.07: Saint-Jean-de-Maurienne > Les Sybelles, 138 km
| Poz. | Zawodnik         | Zespół | Czas       |
| ---- | ---------------- | ------ | ---------- |
| 1.   | Vincenzo Nibali  | AST    | 4h 22' 53" |
| 2.   | Nairo Quintana   | MOV    | + 44"      |
| 3.   | Chris Froome     | SKY    | + 1' 14"   |
|      |                  |        |            |
| 15.  | Rafał Majka      | TTS    | + 5' 02"   |
| 138. | Michał Gołaś     | EQS    | + 29' 12"  |
| 145. | Bartosz Huzarski | BOA    | + 29' 12"  |

| Poz. | Zawodnik           | Zespół | Czas         |
| ---- | ------------------ | ------ | ------------ |
| 1.   | Chris Froome       | SKY    | 78h 37' 34"  |
| 2.   | Nairo Quintana     | MOV    | + 2' 38"     |
| 3.   | Alejandro Valverde | MOV    | + 5' 25"     |
|      |                    |        |              |
| 31.  | Rafał Majka        | TTS    | + 1h 33' 14" |
| 91.  | Michał Gołaś       | EQS    | + 2h 58' 58" |
| 108. | Bartosz Huzarski   | BOA    | + 3h 17' 49" |

### Etap 20 – 25.07: Modane > L'Alpe d'Huez, 110,5 km
| Poz. | Zawodnik         | Zespół | Czas       |
| ---- | ---------------- | ------ | ---------- |
| 1.   | Thibaut Pinot    | FDJ    | 4h 22' 53" |
| 2.   | Nairo Quintana   | MOV    | + 18"      |
| 3.   | Ryder Hesjedal   | TCG    | + 41"      |
|      |                  |        |            |
| 17.  | Rafał Majka      | TTS    | + 3' 30"   |
| 132. | Bartosz Huzarski | BOA    | + 21' 55"  |
| 152. | Michał Gołaś     | EQS    | + 23' 57"  |

| Poz. | Zawodnik           | Zespół | Czas         |
| ---- | ------------------ | ------ | ------------ |
| 1.   | Chris Froome       | SKY    | 81h 56' 33"  |
| 2.   | Nairo Quintana     | MOV    | + 1' 12"     |
| 3.   | Alejandro Valverde | MOV    | + 5' 25"     |
|      |                    |        |              |
| 28.  | Rafał Majka        | TTS    | + 1h 35' 06" |
| 95.  | Michał Gołaś       | EQS    | + 3h 21' 17" |
| 108. | Bartosz Huzarski   | BOA    | + 3h 38' 06" |

### Etap 21 – 26.07: Sèvres > Paryż, 109,5 km
| Poz. | Zawodnik           | Zespół | Czas       |
| ---- | ------------------ | ------ | ---------- |
| 1.   | André Greipel      | LTS    | 2h 49' 41" |
| 2.   | Bryan Coquard      | EUC    | + 0"       |
| 3.   | Alexander Kristoff | KAT    | + 0"       |
|      |                    |        |            |
| 35.  | Michał Gołaś       | EQS    | + 0"       |
| 90.  | Bartosz Huzarski   | BOA    | + 0"       |
| 92.  | Rafał Majka        | TTS    | + 0"       |

| Poz. | Zawodnik           | Zespół | Czas         |
| ---- | ------------------ | ------ | ------------ |
| 1.   | Chris Froome       | SKY    | 84h 46' 14"  |
| 2.   | Nairo Quintana     | MOV    | + 1' 12"     |
| 3.   | Alejandro Valverde | MOV    | + 5' 25"     |
|      |                    |        |              |
| 28.  | Rafał Majka        | TTS    | + 1h 35' 06" |
| 95.  | Michał Gołaś       | EQS    | + 3h 21' 17" |
| 108. | Bartosz Huzarski   | BOA    | + 3h 38' 06" |

## Liderzy klasyfikacji po etapach
| Etap                 | Zwycięzca            | Klasyfikacja generalna | Klasyfikacja punktowa | Klasyfikacja górska  | Klasyfikacja młodzieżowa | Klasyfikacja drużynowa | Najaktywniejszy kolarz etapu |
| -------------------- | -------------------- | ---------------------- | --------------------- | -------------------- | ------------------------ | ---------------------- | ---------------------------- |
| 1                    | Rohan Dennis         | Rohan Dennis           | Rohan Dennis          | —                    | Rohan Dennis             | Team LottoNL-Jumbo     | —                            |
| 2                    | André Greipel        | Fabian Cancellara      | André Greipel         | —                    | Tom Dumoulin             | BMC Racing Team        | Michał Kwiatkowski           |
| 3                    | Joaquim Rodríguez    | Chris Froome           | André Greipel         | Joaquim Rodríguez    | Peter Sagan              | BMC Racing Team        | Jan Bárta                    |
| 4                    | Tony Martin          | Tony Martin            | André Greipel         | Joaquim Rodríguez    | Peter Sagan              | BMC Racing Team        | Vincenzo Nibali              |
| 5                    | André Greipel        | Tony Martin            | André Greipel         | Joaquim Rodríguez    | Peter Sagan              | BMC Racing Team        | Michael Matthews             |
| 6                    | Zdeněk Štybar        | Tony Martin            | André Greipel         | Daniel Teklehaimanot | Peter Sagan              | BMC Racing Team        | Perrig Quéméneur             |
| 7                    | Mark Cavendish       | Chris Froome           | André Greipel         | Daniel Teklehaimanot | Peter Sagan              | BMC Racing Team        | Anthony Delaplace            |
| 8                    | Alexis Vuillermoz    | Chris Froome           | Peter Sagan           | Daniel Teklehaimanot | Peter Sagan              | BMC Racing Team        | Bartosz Huzarski             |
| 9                    | BMC Racing Team      | Chris Froome           | Peter Sagan           | Daniel Teklehaimanot | Peter Sagan              | BMC Racing Team        | —                            |
| 10                   | Chris Froome         | Chris Froome           | André Greipel         | Chris Froome         | Nairo Quintana           | Team Sky               | Kenneth Van Bilsen           |
| 11                   | Rafał Majka          | Chris Froome           | Peter Sagan           | Chris Froome         | Nairo Quintana           | Team Sky               | Daniel Martin                |
| 12                   | Joaquim Rodríguez    | Chris Froome           | Peter Sagan           | Chris Froome         | Nairo Quintana           | Movistar Team          | Michał Kwiatkowski           |
| 13                   | Greg Van Avermaet    | Chris Froome           | Peter Sagan           | Chris Froome         | Nairo Quintana           | Movistar Team          | Thomas De Gendt              |
| 14                   | Steve Cummings       | Chris Froome           | Peter Sagan           | Chris Froome         | Nairo Quintana           | Movistar Team          | Pierre-Luc Périchon          |
| 15                   | André Greipel        | Chris Froome           | Peter Sagan           | Chris Froome         | Nairo Quintana           | Movistar Team          | Peter Sagan                  |
| 16                   | Rubén Plaza          | Chris Froome           | Peter Sagan           | Chris Froome         | Nairo Quintana           | Movistar Team          | Peter Sagan                  |
| 17                   | Simon Geschke        | Chris Froome           | Peter Sagan           | Chris Froome         | Nairo Quintana           | Movistar Team          | Simon Geschke                |
| 18                   | Romain Bardet        | Chris Froome           | Peter Sagan           | Joaquim Rodríguez    | Nairo Quintana           | Movistar Team          | Romain Bardet                |
| 19                   | Vincenzo Nibali      | Chris Froome           | Peter Sagan           | Romain Bardet        | Nairo Quintana           | Movistar Team          | Pierre Rolland               |
| 20                   | Thibaut Pinot        | Chris Froome           | Peter Sagan           | Chris Froome         | Nairo Quintana           | Movistar Team          | Alexandre Geniez             |
| 21                   | André Greipel        | Chris Froome           | Peter Sagan           | Chris Froome         | Nairo Quintana           | Movistar Team          | —                            |
| Klasyfikacja końcowa | Klasyfikacja końcowa | Chris Froome           | Peter Sagan           | Chris Froome         | Nairo Quintana           | Movistar Team          | Romain Bardet                |

## Klasyfikacje końcowe

### Klasyfikacja generalna
|     | Zawodnik           | Zespół              | Czas         |
| --- | ------------------ | ------------------- | ------------ |
| 1   | Chris Froome       | Team Sky            | 84h 46' 14"  |
| 2   | Nairo Quintana     | Movistar Team       | + 1' 12″     |
| 3   | Alejandro Valverde | Movistar Team       | + 5' 25″     |
| 4   | Vincenzo Nibali    | Pro Team Astana     | + 8' 36″     |
| 5   | Alberto Contador   | Team Tinkoff-Saxo   | + 9' 48″     |
| 6   | Robert Gesink      | Team Lotto NL-Jumbo | + 10' 47"    |
| 7   | Bauke Mollema      | Trek Factory Racing | + 15' 14"    |
| 8   | Mathias Frank      | IAM Cycling         | + 15' 39"    |
| 9   | Romain Bardet      | Ag2r-La Mondiale    | + 16' 00"    |
| 10  | Pierre Rolland     | Team Europcar       | + 17' 30"    |
|     |                    |                     |              |
| 28  | Rafał Majka        | Team Tinkoff-Saxo   | + 1h 35' 06" |
| 95  | Michał Gołaś       | Etixx-Quick Step    | + 3h 21' 17" |
| 108 | Bartosz Huzarski   | Bora-Argon 18       | + 3h 38' 06" |

|     | Zawodnik           | Zespół             | Punkty |
| --- | ------------------ | ------------------ | ------ |
| 1   | Peter Sagan        | Team Tinkoff-Saxo  | 432    |
| 2   | André Greipel      | Lotto Soudal       | 366    |
| 3   | John Degenkolb     | Team Giant-Alpecin | 298    |
| 4   | Mark Cavendish     | Etixx-Quick Step   | 206    |
| 5   | Bryan Coquard      | Team Europcar      | 152    |
| 6   | Chris Froome       | Team Sky           | 139    |
| 7   | Thibaut Pinot      | FDJ.fr             | 113    |
| 8   | Alejandro Valverde | Movistar Team      | 103    |
| 9   | Thomas De Gendt    | Lotto Soudal       | 90     |
| 10  | Alexander Kristoff | Team Katusha       | 90     |
|     |                    |                    |        |
| 65  | Rafał Majka        | Team Tinkoff-Saxo  | 28     |
| 67  | Bartosz Huzarski   | Bora-Argon 18      | 27     |
| 112 | Michał Gołaś       | Etixx-Quick Step   | 9      |

|    | Zawodnik           | Zespół            | Punkty |
| -- | ------------------ | ----------------- | ------ |
| 1  | Chris Froome       | Team Sky          | 119    |
| 2  | Nairo Quintana     | Movistar Team     | 108    |
| 3  | Romain Bardet      | Ag2r-La Mondiale  | 90     |
| 4  | Thibaut Pinot      | FDJ.fr            | 82     |
| 5  | Joaquim Rodríguez  | Team Katusha      | 78     |
| 6  | Pierre Rolland     | Team Europcar     | 74     |
| 7  | Alejandro Valverde | Movistar Team     | 72     |
| 8  | Jakob Fuglsang     | Pro Team Astana   | 64     |
| 9  | Richie Porte       | Team Sky          | 58     |
| 10 | Serge Pauwels      | MTN-Qhubeka       | 55     |
|    |                    |                   |        |
| 13 | Rafał Majka        | Team Tinkoff-Saxo | 40     |
| 64 | Bartosz Huzarski   | Bora-Argon 18     | 1      |

|    | Zawodnik         | Zespół              | Czas         |
| -- | ---------------- | ------------------- | ------------ |
| 1  | Nairo Quintana   | Movistar Team       | 84h 47′ 26″  |
| 2  | Romain Bardet    | Ag2r-La Mondiale    | + 14' 48"    |
| 3  | Warren Barguil   | Team Giant-Alpecin  | + 30' 03"    |
| 4  | Thibaut Pinot    | FDJ.fr              | + 37' 40"    |
| 5  | Bob Jungels      | Trek Factory Racing | + 1h 32' 09" |
| 6  | Peter Sagan      | Team Tinkoff-Saxo   | + 2h 13' 43" |
| 7  | Adam Yates       | Orica GreenEDGE     | + 2h 15' 54" |
| 8  | Wilco Kelderman  | Team Lotto NL-Jumbo | + 3h 02' 55" |
| 9  | Emanuel Buchmann | Bora-Argon 18       | + 3h 07' 35" |
| 10 | Merhawi Kudus    | MTN-Qhubeka         | + 3h 09' 24" |

|    | Zespół              | Czas         |
| -- | ------------------- | ------------ |
| 1  | Movistar Team       | 255h 24′ 24″ |
| 2  | Team Sky            | + 57' 23"    |
| 3  | Team Tinkoff-Saxo   | + 1h 00' 12" |
| 4  | Pro Team Astana     | + 1h 12' 09" |
| 5  | MTN-Qhubeka         | + 1h 14' 32" |
| 6  | Ag2r-La Mondiale    | + 1h 24' 22" |
| 7  | Team Europcar       | + 1h 48' 51" |
| 8  | BMC Racing Team     | + 2h 41' 46" |
| 9  | IAM Cycling         | + 2h 42' 16" |
| 10 | Team Lotto NL-Jumbo | + 2h 46' 59" |